# ゾンビ伝説
『ゾンビ伝説』（原題: The Serpent and the Rainbow）は、1988年のアメリカ映画。原作はハーバード大学の人類学者、ウェイド・デイヴィスのノンフィクション本『蛇と虹-ゾンビの謎に挑む』。ブードゥー教の不気味な世界に足を踏み入れた男の、悪夢のような旅を描いた傑作ホラー。

## ストーリー
ハーバード大学の人類学者が、死者を復活させるパワーを持つという魔法の粉を入手すべく、ハイチに送り込まれてきた。シニカルな科学者だった彼も、魔法の粉を探し求めているうちに、歩くゾンビや血の祭礼、太古の呪いなど、普段は目にすることのない闇の世界に足を踏み入れていく・・・。

## キャスト
| 役名                         | 俳優                     | 日本語吹替 |
| ---------------------------- | ------------------------ | ---------- |
| デニス・アラン博士           | ビル・プルマン           | 中多和宏   |
| マリエル・ドュシャン医師     | キャシー・タイソン       | 勝生真沙子 |
| ダージェン・ペイトロウ       | ゼイクス・モカエ         | 樋浦勉     |
| ルシアン・セリーヌ           | ポール・ウィンフィールド | 内海賢二   |
| ルイ・モーツァルト           | ブレント・ジェニングス   | 千田光男   |
| クリストフ・デュラン         | コンラッド・ロバーツ     | 広瀬正志   |
| スクンバッカー教授           | マイケル・ガフ           | 千葉耕市   |
| ブードゥーの女司祭 シモーヌ  | テレサ・メリット         | 達依久子   |
| アンドリュー・キャシディ博士 | ポール・ギルフォイル     | 西村知道   |
| ナレーター                   |                          | 千葉耕市   |

その他　横尾まり／さとうあい／小室正幸／亀井三郎／笹岡繁蔵
- テレビ放送：フジテレビ『ゴールデン洋画劇場』 放送日：1991年8月24日 ※ハピネットから発売のBDに収録。

＜日本語版制作スタッフ＞
演出：左近允洋
翻訳：松原桂子
調整：飯塚秀保
制作：グロービジョン
担当：宮澤徹（フジテレビ）
解説：高島忠夫
テレビ初回放送日：1991年08月17日(土)　フジテレビ『ゴールデン洋画劇場』

## スタッフ
監督：ウェス・クレイヴン
製作：ダグ・クレイボーン／デビッド・ラッド／ロブ・コーエン
脚本：リチャード・マックスウェル／A・R・シムーン
原作：ウェイド・デイヴィス『蛇と虹-ゾンビの謎に挑む』
音楽：ブラッド・フィーデル
特殊メイク：デヴィッド・アンダーソン
字幕：菊地浩司

## 映像ソフト
ホラー・マニアックスシリーズ 第12期 第2弾『ゾンビ伝説』-日本語吹替音声収録コレクターズ版-
ゾンビは実在する――人類学者が遭遇した衝撃の実話!
規格品番：BBXF-2132
発売日：2020年08月05日
発売元：株式会社ニューライン
販売元：株式会社ハピネット